# Kabza De Small
 (septembre 2021).
La mise en forme du texte ne suit pas les recommandations de Wikipédia : il faut le « wikifier ».
Les points d'amélioration suivants sont les cas les plus fréquents :
- Les titres sont pré-formatés par le logiciel. Ils ne sont ni en capitales, ni en gras.
- Le texte ne doit pas être écrit en capitales (les noms de famille non plus), ni en gras, ni en italique, ni en « petit »…
- Le gras n'est utilisé que pour surligner le titre de l'article dans l'introduction, une seule fois.
- L'italique est rarement utilisé : mots en langue étrangère, titres d'œuvres, noms de bateaux, etc.
- Les citations ne sont pas en italique mais en corps de texte normal. Elles sont entourées par des guillemets français : « et ».
- Les listes à puces sont à éviter, des paragraphes rédigés étant largement préférés. Les tableaux sont à réserver à la présentation de données structurées (résultats, etc.).
- Les appels de note de bas de page (petits chiffres en exposant, introduits par l'outil «  Source ») sont à placer entre la fin de phrase et le point final[comme ça].
- Les liens internes (vers d'autres articles de Wikipédia) sont à choisir avec parcimonie. Créez des liens vers des articles approfondissant le sujet. Les termes génériques sans rapport avec le sujet sont à éviter, ainsi que les répétitions de liens vers un même terme.
- Les liens externes sont à placer uniquement dans une section « Liens externes », à la fin de l'article. Ces liens sont à choisir avec parcimonie suivant les règles définies. Si un lien sert de source à l'article, son insertion dans le texte est à faire par les notes de bas de page.
- La présentation des références doit suivre les conventions bibliographiques. Il est recommandé d'utiliser les modèles {{Ouvrage}}, {{Chapitre}}, {{Article}}, {{Lien web}} et/ou {{Bibliographie}}. Le mode d'édition visuel peut mettre en forme automatiquement les références.
- Insérer une infobox (cadre d'informations à droite) n'est pas obligatoire pour parachever la mise en page.

Pour une aide détaillée, merci de consulter Aide:Wikification.
Si vous pensez que ces points ont été résolus, vous pouvez retirer ce bandeau et améliorer la mise en forme d'un autre article.
Kabelo Petrus Motha mieux connu sous son nom de scène Kabza De Small, est un DJ et producteur de disques sud-africain. Il est né à Mpumalanga et a grandi à Pretoria . Il a été appelé le roi du style musical amapiano. Motha a beaucoup collaboré avec le producteur de disques DJ Maphorisa.

## Vie et carrière
Kabelo Motha est né à Mpumalanga, en Afrique du Sud, et a grandi à Pretoria. Motha a commencé sa carrière de DJ en 2009, s'aventurant dans les genres : Afro-fused house et EDM. En 2016, il fait ses débuts en production par la sortie son premier album, Avenue Sounds sous le label House Afrika Records. En novembre 2018, il a attiré l'attention en publiant les chansons, "Amabele Shaya" et "Umshove", avec des voix invitées de son homologue de amapiano, Leehleza. Après les deux chansons, il a poursuivi sa collaboration avec Leehleza en sortant la chanson "Bamba La", le 3 janvier 2019.
Scorpion Kings, l'album studio collaboratif de Motha avec le producteur de disques DJ Maphorisa, est sorti le 5 juillet 2019, mis en avant par le single principal, "Koko". L'album a été certifié disque de diamant en Afrique du Sud, avec plus de 100 000 exemplaires vendus. Le 1er octobre 2019, ils ont sorti leur deuxième album studio, Piano Hub, avec, pour promouvoir celui-ci, le single "Nana Thula", avec la voix de Njelic en invité. Le 18 octobre 2019, Motha sort son deuxième album studio, Pretty Girls Love Amapiano. Poursuivant sa collaboration avec DJ Maphorisa, ils sortent leur troisième album studio, The Return of Scorpion Kings, le 29 novembre 2019.
Le 4 avril 2020, pendant la période de confinement national COVID-19, il a sorti un EP intitulé Pretty Girls Love Amapiano 2, avec Tyler ICU, DJ Maphorisa, Xolani, King Deetoy,.
Le 26 juin 2020, est sorti son prochain album studio solo, I Am The King Of Amapiano: Sweet & Dust, avec des artistes sud-africains et internationaux tels que Burna Boy, Wizkid, Cassper Nyovest, Dali Wonga, DJ Maphorisa, Samthing Soweto, Sha sha, Mlindo, Bontle Smith.
En octobre 2020, il a figuré sur le single d' Oscar Mbo intitulé Genesis sur l'album For The Groovists.
Le 9 avril 2021, Kabza sort Rumble in the Jungle, un album en collaboration avec le producteur de disques DJ Maphorisa et le chanteur TRESOR.
Aux 27e South African Music Awards, il a reçu trois nominations : Album de l'année, Artiste masculin de l'année et Meilleur album AmaPiano, ce qui fait de lui l'artiste le plus nommé, pour son album I Am The King Of AmaPiano : Sweet & Dust.

## Impact et réalisations
Motha est souvent appelé le « roi de l'Amapiano ». Il est considéré comme l'un des artistes musicaux les plus vendus de l' amapiano, et aussi l'un des pionniers du genre. Avec sa percée en 2018, il a joué un rôle déterminant dans la popularisation du genre amapiano. Le 3 décembre 2019, Spotify South Africa a nommé Motha comme l'artiste sud-africain le plus diffusé sur la plate-forme pour 2019,,

## Discographie

### Albums studios
| Titre                                      | Détails de l'album                                                                                   |
| ------------------------------------------ | --- |
| Avenue Sounds                              | - Sortie : 4 novembre 2016 - Label : Maison Afrika Records - Format : téléchargement numérique, CD   |
| Pretty Girls Love Amapiano Vol.1           | - Sortie : 18 octobre 2019 - Étiquette : Piano Hub (PTY) LTD - Format : téléchargement numérique, CD |
| Pretty Girls Love Amapiano Vol.2           | - Sortie : 16 avril 2020 - Étiquette : Piano Hub (PTY) LTD - Format : téléchargement numérique, CD   |
| I Am the King of Amapiano (Sweet And Dust) | - Sortie : 26 juin 2020 - Étiquette : Piano Hub (PTY) LTD - Format : téléchargement numérique, CD    |

### Albums en collaboration
| Titre                                                              | Détails de l'album                                                                                    | Certifications |
| ------------------------------------------------------------------ | --- | -------------- |
| Amapiano Tome 4 (with various artists)                             | - Sortie : 1 mars 2019 - Label : Maison Afrika - Formats : téléchargement numérique, CD               |                |
| Dreaming Ep (with Chambers & Spumante)                             | - Sortie : 4 mars 2019 - Label : New Money Gang Records - Formats : téléchargement numérique, CD      |                |
| Scorpion Kings (with DJ Maphorisa)                                 | - Sortie : 5 juillet 2019 - Label : New Money Gang Records - Formats : téléchargement numérique, CD   | RiSA : Diamant |
| Piano Hub (with DJ Maphorisa)                                      | - Sortie : 1 octobre 2019 - Label : New Money Gang Records - Formats : téléchargement numérique, CD   |                |
| The Return of scorpions Kings (with DJ Maphorisa)                  | - Sortie : 29 novembre 2019 - Label : New Money Gang Records - Formats : téléchargement numérique, CD |                |
| Scorpion Kings Live At Sun Arena 11 avril 2020 (with DJ Maphorisa) | - Sortie : 31 janvier 2020 - Label : New Money Gang Records - Formats : téléchargement numérique, CD  |                |
| Once Upon A Time in Lockdown (with DJ Maphorisa)                   | - Sortie : 5 avril 2020 - Label : New Money Gang Records - Formats : téléchargement numérique, CD     |                |
| Rumble In The Jungle (with DJ Maphorisa & Tresor)                  | - Sortie : 9 avril 2021 - Label : New Money Gang Records - Formats : téléchargement numérique         |                |

## Récompenses et nominations
| Année | Cérémonie                                 | Prix                                 | Récipiendaire/Travail désigné | Résultat   | Ref.   |
| ----- | ----------------------------------------- | ------------------------------------ | ----------------------------- | ---------- | ------ |
| 2020  | Prix des téléspectateurs DStv Mzansi 2020 | DJ préféré                           | Lui-même                      | Lauréat    | [ 21 ] |
| 2020  | Prix des téléspectateurs DStv Mzansi 2020 | Étoile montante préférée             | Lui-même                      | Lauréat    | [ 21 ] |
| 2021  | SAMA 27                                   | Album de l'année                     | Lui-même                      | Lauréat    | ,      |
| 2021  | SAMA 27                                   | Artiste masculin de l'année          | Lui-même                      | Lauréat    | ,      |
| 2021  | SAMA 27                                   | Meilleur album AmaPiano              | Lui-même                      | Lauréat    | ,      |
| 2021  | SAMA 27                                   | Duo/Groupe de l'année                |                               | Lauréat    | ,      |
| 2021  | MTV Africa Music Awards 2021              | Meilleur acte masculin               | Lui-même                      | En attente | [ 24 ] |
| 2021  | Mzansi Kwaito et House Music Awards       | Chanson la plus choisie              | "Emcimbini"                   | En attente | [ 25 ] |
| 2021  | SA Amapiano Music Awards                  | Meilleur DJ/Acteur Amapiano masculin | Lui-même                      | En attente | [ 26 ] |